# Myrmelachista catharinae
Myrmelachista catharinae är en myrart som beskrevs av Mayr 1887. Myrmelachista catharinae ingår i släktet Myrmelachista och familjen myror.

## Underarter
Arten delas in i följande underarter:
- M. c. catharinae
- M. c. intermedia
- M. c. maior
- M. c. petropolitana

## Bildgalleri

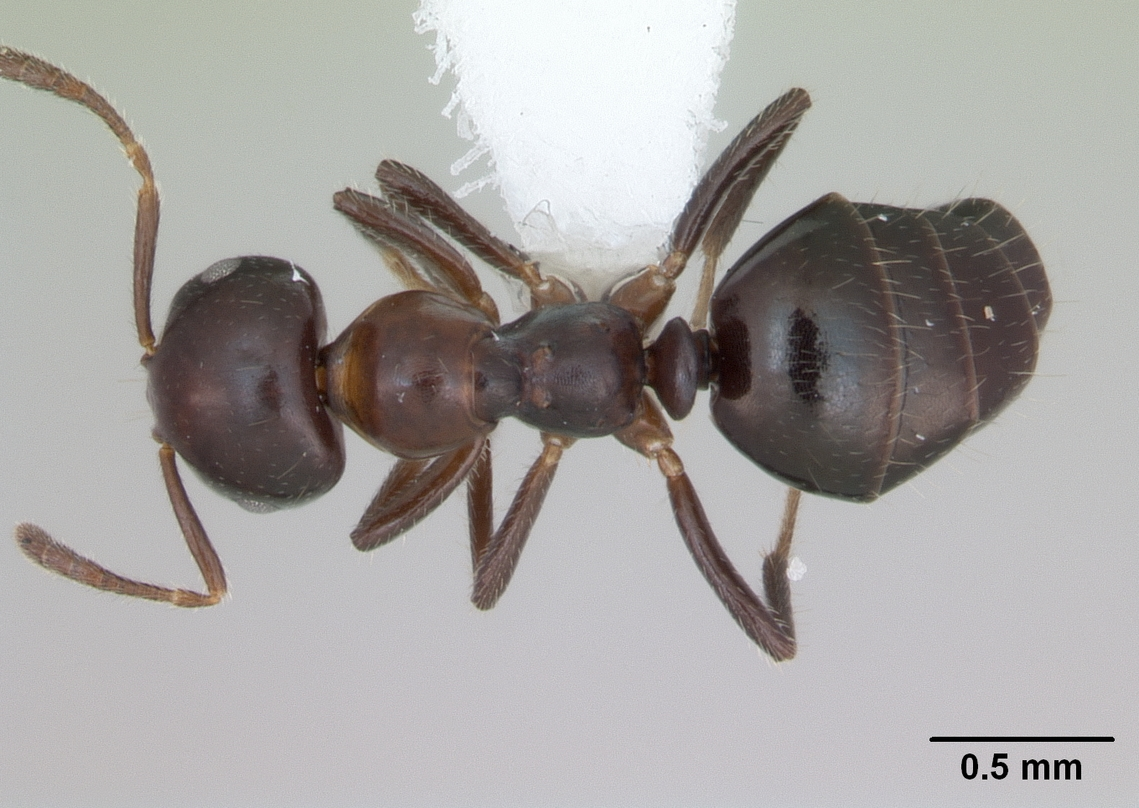
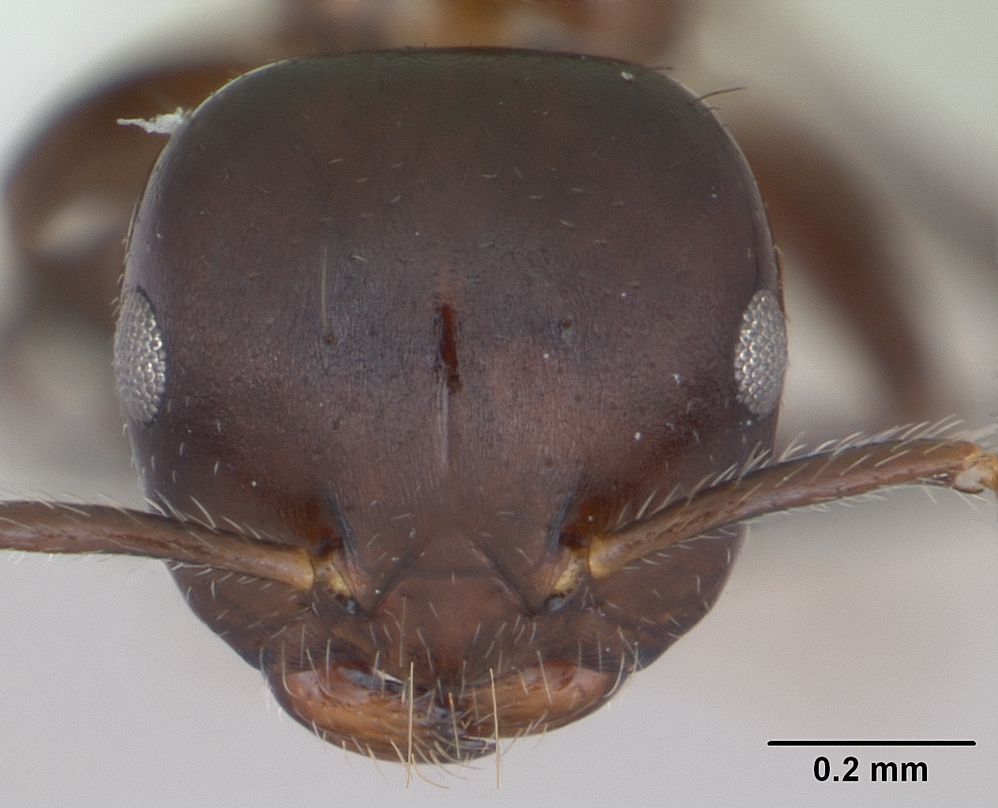
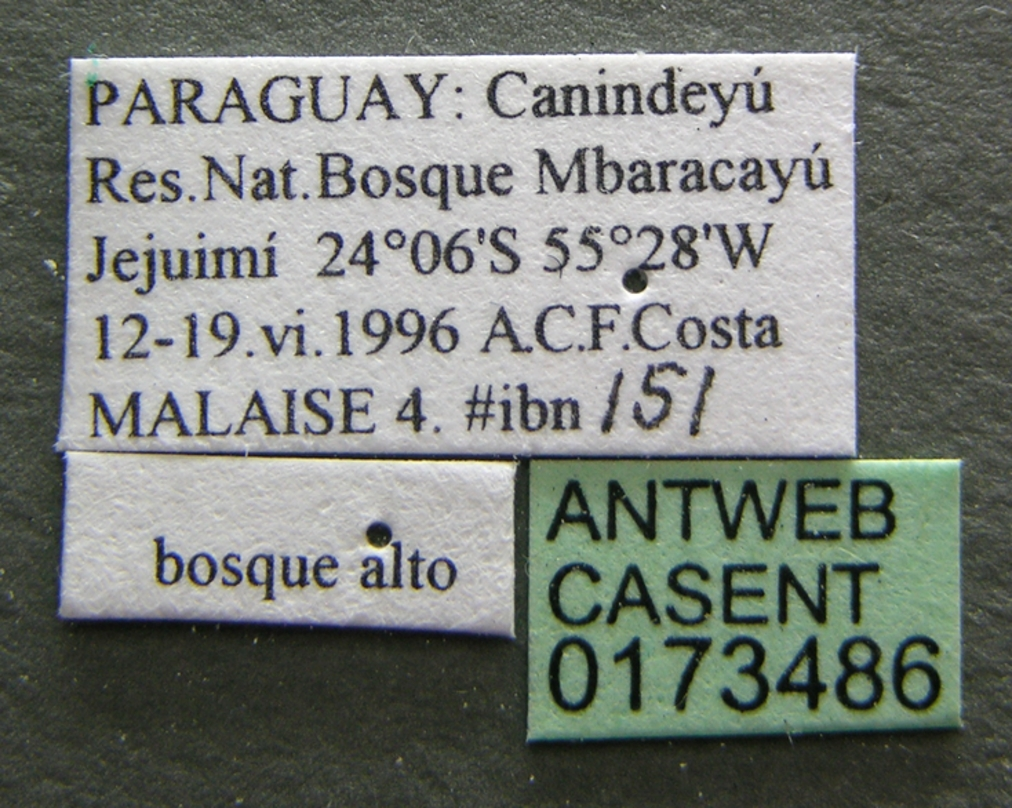
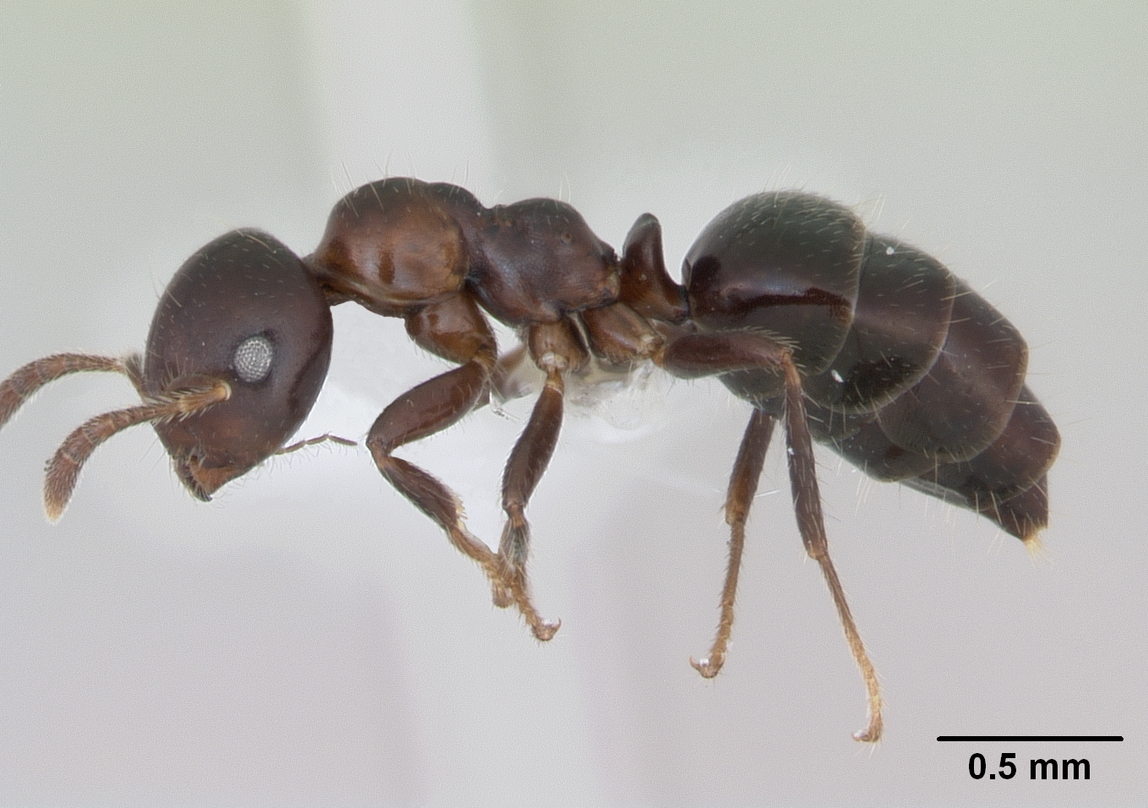